# 馬布爾芒廷 (加利福尼亞州)
馬布爾芒廷（英語：Marble Mountain）是位於美國加利福尼亞州埃爾多拉多縣的一個非建制地區。該地的面積和人口皆未知。

## 地理
馬布爾芒廷的座標為38°38′58″N 121°02′02″W / 38.64944°N 121.03389°W，而該地的平均海拔高度為344米（即1129英尺）。